# Касперівські сфінкси
Касперівські сфінкси — геоморфологічне утворення, геологічна пам'ятка природи місцевого значення в Україні. Розташована між селом Лисичники (на північ від села) і хутором Вовчків Чортківського району Тернопільської області, на правому схилі долини Касперівського водосховища.
Площа — 0,1 га. Оголошені об'єктом природно-заповідного фонду рішенням виконкому Тернопільської обласної ради від 23 жовтня 1972 року № 537. Перебуває у віданні місцевої селянської спілки.
Під охороною — мальовничі скелі — кам'яні велетні, схожі на єгипетського сфінкса, білі гриби, «літаючі тарілки» тощо, складені вапняками сеноманського ярусу (верхня крейда). Скелі мають естетичне значення.